# Черноморский (Саратовская область)
Черномо́рский — посёлок в Воскресенском районе Саратовской области. Входит в состав Елшанского муниципального образования.

## География
Посёлок находится на расстоянии примерно 47 км (по прямой) к западу от села Воскресенское, административного центра района. 

## Население
| 2010 |
| ---- |
| 10   |

### Национальный состав
Согласно результатам переписи 2002 года, в национальной структуре населения русские составляли 41 % из 17 чел.